# Углянец
Углянец — село в Верхнехавском районе Воронежской области. Административный центр Углянского сельского поселения.

## География
Площадь — 439,33 га; расстояние от районного центра — села Верхняя Хава — 38 км.

## Население
| 1859 | 1897 | 2000  | 2002  | 2005  | 2010  | 2021  |
| ---- | ---- | ----- | ----- | ----- | ----- | ----- |
| 547  | ↗712 | ↗3520 | ↗3698 | ↗3732 | ↘3658 | ↗4151 |

## Транспорт
Село находится у железнодорожной линии Ростов-Воронеж-Москва. На остановочном пункте Углянец останавливаются пригородные поезда Грязинского направления, связывающие село с Воронежем. Также между селом и областным центром имеется регулярное автобусное сообщение.

## Этимология названия села
Существует две основные версии происхождения сегодняшнего названия села. Первое связано с местоположением Углянца. Река и лес, встречаясь в единой точке, как бы образуют угол, где и находится село. Именно от слова угол и произошло название — Углянское. Согласно второй версии, Углянец получил своё название благодаря тому факту, что на территории села жгли древесный уголь, который впоследствии использовался Петром Первым для строительства кораблей в Воронеже. Вот только Пётр появился в конце XVII века, а название зафиксировано в начале XVII, когда древесный уголь в маленькой крепости на Южных рубежах государства в больших количествах не требовался.
«Русская древность слышится в самом слове Углянец. В отличие от названий таких окрестных сел, как Усмань, Хава, Карачун, татарщина не коснулась его имени. О том, почему так названо село, голову ломать не приходится: некогда в лесной чащобе поселились углежоги, угляники, и стали жечь уголь». — В. Кораблинов «Азорские острова». А само слово «Угол», пришло в русский язык из тюркских языков.

## История села
Первое поселение, возникшее на территории современного села Углянец, датируется концом XVI века и до конца XVII имело два названия — Телечино, по Телечину ручью, который протекал через село и впадал в реку Усмань. И, собственно, Углянское, позднее появилось название — Углянск.
До XVIII века село Углянец было небольшим, на его территории находилось всего несколько десятков домов служилых людей. Позднее, с конца XVIII века, в селе появляются и крестьяне, вероятнее всего, завезённые сюда помещиками. Спустя сотню лет, о селе знали уже в Воронеже. А в сам Углянец городские купцы приезжали за углем.
Известно, что в Углянце владел имением помещик Кряжов С. Л., а в районе с. Никоново, бывший санаторий «Углянец», было имение табачного фабриканта Сычева. От поместья Сычева частично сохранился парк (аллеи, каскад прудов). Кряжов Степан Лукьянович (1819 — 24.01.1888), общественный деятель, благотворитель. Из купеческой семьи Кряжовых, потомственный почётный гражданин г. Воронежа. Крупнейший капиталист, владелец имений в Воронежеском уезде в том числе в с. Маклок (лес, винокуренный завод), в с. Углянец, владелец спиртоводочного завода в г. Воронеже. Городской голова Воронежа (1866—1875), гласный Воронежской городской думы (с 1871 года) В 1869 году на средства Кряжова (около 150 000 руб. серебром) и под его руководством сооружен первый в Воронеже водопровод, который Кряжов подарил городу. 10 % прибылей от водопровода Кряжов назначил на нужды народного образования. На те же цели отчислял своё жалованье городского головы (3000 руб. в год). В 1859 г. один из жертвователей (200 руб) на сооружения памятника Петру 1.
В середине XVII века местными жителями в селе строится деревянная церковь Архидиакона Стефана. В 1868 г. на месте старой возводится новая каменная церковь, в годы советской власти она использовалась не по назначению, в настоящее время действующий храм.
В 1902 году в селе Углянец начались крестьянские восстания. Местные жители пытались вернуть, некогда незаконно занятые помещиками, земли. Несмотря на то, что имущественные права крестьян были признаны, земельные наделы им вернули гораздо позже.
Во время Великой Отечественной войны село Углянец располагалось у самой линии фронта. В 1942 году на его территории разместился штаб воинского соединения (штаб командования Воронежского фронта располагался в поселке Анна). В окрестных лесах, в условиях повышенной секретности, стояли воинские подразделения и большое количество военной техники. Немецкое командование не располагало информацией о дислокации наших войск. Немецкая авиация наносила бомбовые удары по железнодорожным узлам (Усмань и др), но на территории Углянца и расположения воинских частей ни одной бомбы не упало. В небе над Углянцем авиация противника, имеющая полное превосходство в воздухе, в 1942 г. сбила 2 советских самолёта. Воронки от падения самолётов на лугу между с. Углянцец и с. Парижской коммуной сохранялись до 70-х годов XX века. В годы войны в Углянском храме перед бойцами выступала с концертом Клавдия Шульженко.
С 2011 года на территории с. Углянец казаками ВКО Всевеликое Войско Донское образован хутор Углянский. Казачья община хутора насчитывает 25 дворов.

## Экономика
С начала 50-х годов XX века на территории Углянца располагался дом отдыха с одноимённым названием, который позже переквалифицировался в семейный дом отдыха, родителей с детьми. Позже дом отдыха переквалифицировался в санаторий «Углянец» и начал свою работу в 1982 году. В 1985 году на глубине 307 метров была разведана минеральная вода «Углянческая», которая использовалась для лечения отдыхающих в санатории. В 1992 году при учреждении начал работу круглогодичный детский оздоровительный лагерь для лечения детей из зон, пострадавших после аварии на Чернобыльской АЭС. В 2005 году санаторий стал принимать на отдых и лечение инвалидов и пенсионеров, а в 2006-м прекратил свою деятельность, источник минеральной воды был законсервирован. В январе 2012 года имущественный комплекс санатория был приобретен в собственность Воронежской области. Начиная с 2014 года в СМИ появляются новости о том, что властями Воронежской области рассматривается вариант передачи территории бывшего санатория в концессию, строительства на его месте детского лагеря , строительства детского реабилитационного центра . Окончательно судьба бывшего санатория "Углянец" стала известна в декабре 2020 года - в СМИ появилась новость о том, что власти не готовы вкладывать деньги в реконструкцию территории.
С конца семидесятых годов XX века на территории Углянца расположен "Углянский электромеханический завод". Завод специализировался на изготовлении запасных частей для железнодорожного транспорта и ремонте подвижного состава. В 2020 году завод сменил название и форму собственности, став акционерным обществом закрытого типа "Углянский завод прессовых узлов".
Кроме того, в поселке находится комбинат Росрезерва "Опытный", обеспечивающий хранение и транспортировку грузов.

## Известные люди
- Село Углянец известно как родина талантливого русского писателя Владимира Александровича Кораблинова (1906—1989).